# Йоанис Цакцирас
Йоанис Цакцирас (на гръцки: Ιωάννης Τσακτσίρας) е гръцки военен и революционер, деец на гръцката въоръжена пропаганда в Македония от началото на XX век.

## Биография
Йоанис Цакцирас е роден в Лерин. По произход е влах. Присъединява като капитан от първи ред към гръцката пропаганда в Македония (1904-1908 година). Участва в сражение с четата на Кузо Блацки в Прекопана и се спасява с помощта на местни гъркомани.

Към 1936 година Йоанис Цацкирас е управител на ном Лерин като приближен на Йоанис Метаксас. Стефан Шклифов от Черешница разказва за негово посещение в селото: 
| „ | Циксирас беше среден на бина, църноок. От много търчане по харамийство и преследване на толкова много българи, немаше кога да порасне. От една година беше станат областен управител, весден ходеше по селата да спасява душите на людето да не говорят тоя от господ прокълнат български език, защото во другио свет ад ги чекало. Немаше оставено непосетено село. Прекопанците гъркомани се дрискаха со него от радост. На них им помогна да зеват синор от Олишча и Загоричени. Неговата дума беше закон. На никой не му стискаше да му се спротиви. Йоанис Метаксас му имаше пълно доверие, защото беше андартин и бесалия. | “ |